# ويليام برادفورد (القاتل)
```
ويليام ريتشارد «بيل» برادفورد
```

(10 مارس 1948 - 2008) كان قاتلًا أمريكيًا الذي تم سجنه في سجن سان كوينتن ستيت بسبب جرائم القتل التي ارتكبها في عام  1948 حيث قتل جارته ترايسي كامبل البالغه من العمر 15 عاماً وباري شاري ميلر.
و في يوليو 2006 ، أصدرت إدارة شرطة مقاطعة لوس أنجلوس ‏ مجموعة من الصور الموجودة في شقة برادفورد في الثمانينيات ، وتعرض صور 54 امرأة مختلفة في عرض أزياء. ولما كان برادفورد قد استخدم الوعد في مهنة عرض الأزياء لجذب ضحاياه ، وأخذت صور ميلر قبل قتلها ، فإن الشرطة تعتقد أن برادفورد كان في الواقع قاتل متسلسل وأن الصور تصور ضحايا برادفورد الآخرين في لحظات قبل وفاتهم.
توفى برادفورد في منشأة سجن فاسافيل ‏ الطبية في 10 مارس 2008 لأسباب طبيعية.